# Carausius abdominalis
Carausius abdominalis är en insektsart som först beskrevs av Brunner von Wattenwyl 1907.  Carausius abdominalis ingår i släktet Carausius och familjen Phasmatidae. Inga underarter finns listade.